# صدیقه کیانفر
صدیقه کیانفر (زاده ۲۰ بهمن ۱۳۱۱ در آبادان – درگذشته ۵ خرداد ۱۳۹۹ در تهران)، بازیگر اهل ایران بود. او فعالیتش را پیش از انقلاب ۱۳۵۷ در سال ۱۳۳۶ با حضور در رادیو آغاز کرد.

## زندگی
صدیقه کیانفر در ۲۰ بهمن ۱۳۱۱ در شهر آبادان به دنیا آمد. او کار در رادیو را در ۲۵ سالگی با پیشنهاد معلمش از سال ۱۳۳۶ با گویندگی و اجرای نمایش در رادیو نفت آبادان تجربه کرد. او در سال ۱۳۳۹ با حکمی از شرکت نفت به تهران رفت. او عضو باشگاه جوانان تهران شد. پس از آن، او بازی در سینما را با بحران، کاری از علی‌اصغر شادروان آغاز کرد. او در سال ۱۳۹۸ از نادیده‌گرفتن بازیگران قدیمی و با سابقه انتقاد کرد.
کیانفر در ۵ خرداد ۱۳۹۹ به علت ایست قلبی درگذشت. پیکر او در قطعه هنرمندان بهشت زهرا دفن شد.

## فیلم‌شناسی

### سینما
| نام                  | سال  |
| -------------------- | ---- |
| بحران                | ۱۳۶۶ |
| هامون                | ۱۳۶۸ |
| مجنون                | ۱۳۶۹ |
| آپارتمان شماره ۱۳    | ۱۳۶۹ |
| پرنده آهنین          | ۱۳۷۰ |
| یک مرد یک خرس        | ۱۳۷۱ |
| مستأجر               | ۱۳۷۱ |
| مأموریت آقای شادی    | ۱۳۷۱ |
| دلاوران کوچه دلگشا   | ۱۳۷۱ |
| همسر                 | ۱۳۷۲ |
| من زمین را دوست دارم | ۱۳۷۲ |
| سه مرد عامی          | ۱۳۷۲ |
| زیر سایه کنار        | ۱۳۷۲ |
| دره هزار فانوس       | ۱۳۷۲ |
| جای امن              | ۱۳۷۲ |
| پنجاه روز التهاب     | ۱۳۷۲ |
| انتهای قدرت          | ۱۳۷۳ |
| آن سوی آینه          | ۱۳۷۶ |
| جوانی                | ۱۳۷۷ |
| کوچولوی خوش‌شانس      | ۱۳۸۳ |
| خاک و آتش            | ۱۳۸۹ |
| دنیای پرامید         | ۱۳۹۱ |
| آقای بوگندو          | ۱۳۹۳ |
| زن‌ها فرشته‌اند ۲      | ۱۳۹۹ |

### تلویزیون
| سال       | نام                               | سمت          | کارگردان                  | توضیحات                                                             |
| --------- | --------------------------------- | ------------ | ------------------------- | ------------------------------------------------------------------- |
| ۱۳۹۸      | مرضیه                             | بازیگر مهمان | فلورا سام                 | شبکه ۲                                                              |
| ۱۳۹۵      | در قصه‌ها زندگی می‌کنند             | بازیگر       | داود بیدل                 | شبکه ۲                                                              |
| ۱۳۹۴      | تله‌فیلم «گاهی می‌شود»              | بازیگر       | هادی رحیمی خواص           | شبکه ۳                                                              |
| ۱۳۹۴      | کیمیا                             | بازیگر       | جواد افشار                | شبکه ۲                                                              |
| ۱۳۹۲–۱۳۹۳ | خوب، بد، زشت                      | بازیگر       | منوچهر هادی               | در نوروز ۱۳۹۳ از شبکه ۲ پخش شد                                      |
| ۱۳۹۲–۱۳۹۳ | ما فرشته نیستیم                   | بازیگر       | فلورا سام                 | در نوروز ۱۳۹۳ از شبکه ۵ پخش شد                                      |
| ۱۳۹۱      | بیدار باش                         | بازیگر       | احمد کاوری                | شبکه یک                                                             |
| ۱۳۹۱      | تله‌فیلم «شوق خواندن»              | بازیگر       | داود موثقی                | شبکه قرآن و معارف                                                   |
| ۱۳۹۱      | تله‌فیلم «آخرین روز سال»           | بازیگر       | منوچهر هادی               | شبکه ۱                                                              |
| ۱۳۹۱      | تهران پلاک یک                     | بازیگر مهمان | مهدی مظلومی               | شبکه ۵                                                              |
| ۱۳۹۰      | تله‌فیلم «فاصلهٔ کانونی»            | بازیگر       | بهمن گودرزی               |                                                                     |
| ۱۳۹۰      | تله‌فیلم «دعوت»                    | بازیگر       | سیدمجتبی اسدی‌پور          | صدا و سیمای مرکز قم                                                 |
| ۱۳۸۹      | تله‌فیلم «روستای مرزی»             | بازیگر       | منوچهر هادی               |                                                                     |
| ۱۳۸۸      | تله‌فیلم «رها»                     | بازیگر       | بشیر آزادپور              |                                                                     |
| ۱۳۸۸      | بچه‌های کوچه دوستی                 | بازیگر       | هنگامه مفید               | گروه کودک و نوجوان شبکه قرآن                                        |
| ۱۳۸۸      | همه بچه‌های من                     | بازیگر       | مرضیه برومند              | شبکه ۱                                                              |
| ۱۳۸۷      | آواز در باران                     | بازیگر       | صدرالدین شجره             | شبکه ۴                                                              |
| ۱۳۸۶–۱۳۸۷ | بی‌گناهان                          | بازیگر       | احمد امینی                |                                                                     |
| ۱۳۸۶      | میوه ممنوعه                       | بازیگر       | حسن فتحی                  | شبکه ۲                                                              |
| ۱۳۸۶      | تله‌فیلم «یک کوچه گل»              | بازیگر       | صادق پروین آشتیانی        | شبکه ۱                                                              |
| ۱۳۸۶      | تله‌فیلم «ابر می‌بارد، باران نه»    | بازیگر       | محمدرضا آهنج              | شبکه ۲                                                              |
| ۱۳۸۴      | و خداوند عشق را آفرید             | بازیگر       | مسعود شاه‌محمدی            | شبکه ۳                                                              |
| ۱۳۸۳      | رسم عاشقی                         | بازیگر       | سعید سلطانی               | ویژه ماه رمضان، شبکه ۵                                              |
| ۱۳۸۳      | سایه آفتاب                        | بازیگر       | محمدرضا آهنج              | شبکه ۳                                                              |
| ۱۳۸۲      | شهر باران                         | بازیگر       | سید جواد هاشمی            |                                                                     |
| ۱۳۸۲      | تنهایی من                         | بازیگر مهمان | محمدرضا آهنج              | بخشی از مجموعه تلویزیونی «معما»                                     |
| ۱۳۸۲      | سایه سکوت                         | بازیگر       | جواد افشار                | از تولیدات سیمای مرکز مهاباد، که در ابتدا «راز نرگس» نام داشت.      |
| ۱۳۸۲      | خانه‌ای در تاریکی                  | بازیگر       | سعید سلطانی               | شبکه ۳                                                              |
| ۱۳۸۱      | عسل‌ها و مثل‌ها                     | بازیگر       | سید مجتبی یاسینی          | برنامه کودک و نوجوان شبکه ۱                                         |
| ۱۳۸۰–۱۳۸۱ | سیب ترش                           | بازیگر       | خسرو معصومی               | شبکه ۲                                                              |
| ۱۳۷۸–۱۳۸۱ | روشنتر از خاموشی                  | بازیگر       | حسن فتحی                  | شبکه ۱                                                              |
| ۱۳۸۰      | شب دهم                            | بازیگر       | حسن فتحی                  | شبکه ۱                                                              |
| ۱۳۸۰      | گمگشته                            | بازیگر       | رامبد جوان                | در رمضان ۱۳۸۰ از شبکه ۳ پخش شد.                                     |
| ۱۳۷۹–۱۳۸۰ | بازی پنهان                        | بازیگر       | شاپور قریب                |                                                                     |
| ۱۳۷۹      | امیر و غول چراغ جادو              | بازیگر       | امیرحسین قهرایی           | شبکه ۵                                                              |
| ۱۳۷۹      | داستان یک شهر ۲                   | بازیگر مهمان | اصغر فرهادی               | شبکه ۵                                                              |
| ۱۳۷۹      | مسافر                             | بازیگر       | سیروس مقدم                | شبکه ۵                                                              |
| ۱۳۷۹      | ماجراهای خانواده تمدن ۲           | بازیگر       | غلامعباس قنبری سپهر محمدی | شبکه ۱                                                              |
| ۱۳۷۹      | دختران (مجموعه تلویزیونی)         | بازیگر مهمان | اصغر توسلی                | بازی در اپیزود «بچه را کجا بگذاریم؟»                                |
| ؟         | عروسک مادر بزرگ                   | بازیگر       | سید مجتبی یاسینی          | اواخر دهه هفتاد از برنامه کودک شبکه ۲ پخش می‌شد.                     |
| ۱۳۷۸      | ویروس ۲۰۰۰                        | بازیگر       | فریال بهزاد               | شبکه ۲ نوروز ۱۳۷۹                                                   |
| ۱۳۷۷      | ماجراهای خانواده تمدن             | بازیگر       | غلامعباس قنبری سپهر محمدی | شبکه ۱                                                              |
| ۱۳۷۷      | آوای بی‌صدا                        | بازیگر       | سیدمجتبی یاسینی           | شبکه ۲                                                              |
| ۱۳۷۶–۱۳۷۷ | فردا دیر است                      | بازیگر مهمان | حسن فتحی                  | شبکه ۳                                                              |
| ۱۳۷۶      | زیر یک سقف                        | بازیگر       | عبدالله صادقی             | شبکه ۱                                                              |
| ۱۳۷۶      | راهی (مجموعه تلویزیونی)           | بازیگر       | رامین حیدری فاروقی        | شبکه ۱                                                              |
| ۱۳۷۶      | تله‌تئاتر «جان گابریل بورکمن»      | بازیگر       | حسن فتحی                  | نویسنده: «هنریک ایبسن»                                              |
| ۱۳۷۴–۱۳۷۶ | پهلوانان نمی‌میرند                 | بازیگر       | حسن فتحی                  |                                                                     |
| ؟         | راز تنهایی                        | بازیگر       | محمود رضایی               | اواسط دهه هفتاد از برنامه سیمای خانواده پخش می‌شد.                   |
| ؟         | بازی تلخ                          | بازیگر       | ؟                         | اواسط دهه هفتاد از برنامه سیمای خانواده پخش می‌شد.                   |
| ۱۳۷۵      | صدای صنوبر                        | بازیگر       | شاپور قریب                | برنامه کودک و نوجوان شبکه ۲                                         |
| ۱۳۷۵      | تله‌تئاتر «کسب و کار آقای فابریزی» | بازیگر       | محمدرضا خاکی              | کارگردان تلویزیونی: «مسعود فروتن»                                   |
| ۱۳۷۵–۱۳۷۴ | وکلای جوان                        | بازیگر       | بهرام کاظمی               | شبکه ۲                                                              |
| ۱۳۷۴      | ترور                              | بازیگر       | حسین حکمت‌جو               | شبکه ۱                                                              |
| ۱۳۷۳–۱۳۷۲ | فاصله                             | بازیگر       | سیدمجتبی یاسینی           | شبکه ۲                                                              |
| ۱۳۷۲      | هفته پرماجرا                      | بازیگر       | عباس زارعیان فریدون فکوری | شبکه ۱                                                              |
| ۱۳۷۲      | سنگ و شیشه                        | بازیگر       | جمشید حیدری               | شبکه ۲                                                              |
| ۱۳۷۲      | شیطان در خانه                     | بازیگر       | محمدرضا زهتابی            | شبکه ۱                                                              |
| ۱۳۷۲      | مغازه آقای ساعتچی                 | بازیگر       | کاظم بلوچی                | برنامه کودک و نوجوان شبکه ۱                                         |
| ۱۳۷۱      | تله‌فیلم «پیراهن یوسف»             | بازیگر       | احمدرضا مؤید              |                                                                     |
| ۱۳۷۱      | تله‌فیلم «لبخند سبز پاییز»         | بازیگر       | علی بیابانی               |                                                                     |
| ۱۳۷۰      | ماجرا                             | بازیگر       | سیاوش دولت‌سرایی           |                                                                     |
| ۱۳۶۹–۱۳۷۰ | پاپیچ                             | بازیگر       | رسول نجفیان               | شبکه ۲                                                              |
| ۱۳۶۹      | کالی                              | بازیگر       | حسن کاربخش                | شبکه ۲ نسخهٔ سینمایی آن با نام عروس حلبچه در سینماها به نمایش درآمد. |
| ۱۳۶۹      | تلکس                              | بازیگر       | کامران نواب‌صفوی           |                                                                     |
| ۱۳۶۸      | رفتار با کودک                     | بازیگر       | علی پویان                 | شبکه ۲                                                              |
| ۱۳۵۳–۱۳۵۷ | آقای مربوطه                       | بازیگر       | بهزاد اشتیاقی             |                                                                     |
| ۱۳۶۶      | آئینه (سری سوم)                   | بازیگر       | فریدون فرهودی             | شبکه ۱                                                              |
| ۱۳۶۵      | آقای دلار                         | بازیگر       | مجید بهشتی                | شبکه ۱                                                              |
| ۱۳۵۶      | طلاق                              | بازیگر       | مسعود اسداللهی            |                                                                     |
| ۱۳۵۳      | تلخ و شیرین                       | بازیگر       | منصور پورمند              | تلویزیون ملی ایران (شبکه یک)                                        |
| ۱۳۵۳      | آقای مربوطه                       | بازیگر       | بهزاد اشتیاقی             | تلویزیون ملی ایران (شبکه یک)                                        |
| ؟         | کلبه شوم                          | بازیگر       | ؟                         |                                                                     |

### تئاتر
- هایلایت (۱۳۹۶) سوسن پرور
- داری یا نداری؟ (۱۳۹۷) سوسن پرور
- آقای بوگندو (۱۳۹۳) مهلا صالحی - بابک سعیدیان
- ماضی استمراری () ندا هنگامی
- هستی (۱۳۹۰) مهلا صالحی
- دریاچه پنهان (۱۳۸۷) مسعود دلخواه
- دکتر استوکمان () سعید سلطانپور